# ویکی‌سفر سوئدی
ویکی‌سفر سوئدی نسخهٔ زبان سوئدی وب‌گاه ویکی‌سفر است؛ که در تاریخ ۶ اکتبر ۲۰۱۲ ایجاد گردید.

## تاریخچه
نسخه زبان سوئدی ویکی‌سفر هم اکنون، با بیش از ۱۵۰۱ راهنمای سفر، در ردهٔ چهاردهم ویکی‌سفرها قرار دارد.